# Cria ensacada
Cria ensacada é uma doença das abelhas que é causada pelo vírus  Morator aetatulas do tipo picornavírus. que é um vírus com ARN esférico, cujo tamanho é de 30 nm. O vírus afeta o estado larval ou a cria em desenvolvimento e os sintomas visíveis aparecem quando larvas são operculadas, o que torna difícil identificar o processo da doença. O larvas doentes não completam o seu desenvolvimento; morrem ficando aderidas as paredes e apresentando o corpo estendido.
O primeiro surto desta doença viral foi devastador para as populações de abelhas oriental Apis cerana no Nepal. Alguns autores acreditam que a doença foi encontrada pela primeira vez no leste do Nepal entre 1978 e 1981. Em quatro anos, a doença se espalhou por todo o país. Estimativas feitas no momento em que dizem que mais de 80% das colônias de Apis cerana foram perdidos. A doença não afetou as populações de outras três espécies nativas de abelha. No entanto, Apis mellifera  inoculados com o vírus morreram (Underwood e Khatri 1985). A partir desta ocorrência forte da doença, seu impacto tem flutuado. A entrada no Nepal de Cria pútrida européia tem causado maiores inconvenientes devido afetar Apis dorsata  e Apis laboriosa. Hoje o vírus ocorre no mundo inteiro, atacando a Apis mellifera.

## Sintomatologia
As larvas afetadas mudam de branco perolado para cinza e finalmente preto. A morte ocorre quando as larvas estão eretas, imediatamente antes da pupação. Consequentemente, as larvas afetadas são normalmente encontradas em células operculadas. O desenvolvimento da cabeça de larvas doentes é tipicamente retardado. A região da cabeça é geralmente mais escura que o resto do corpo e pode inclinar-se para o centro da célula. Quando as larvas afetadas são cuidadosamente removidas de suas células, elas parecem ser um saco cheio de água. Tipicamente, as cascas são frágeis mas fáceis de remover. As larvas infectadas com cria ensacada não têm odor característico., foi descrito por Bailey em 1963 e descoberto em Tailândia em 1976.As larvas variam de cor conforme a doença progride, porque o vírus ataca vários tecidos diferentes; começam com um amarelo pálido, terminando sua vida em um marrom escuro e quando morrem parecem estar envolvidos em algum tipo de saco cheio de líquido (a bolsa é a cutícula dos insetos da última ecdise da larva, o que não veio a desprender-se). Finalmente as larvas desidratam e permanecem adquirir a aparência de uma gôndola em forma de floco.
No desenvolvimento de reprodutores o vírus se multiplica no interior das glândulas dérmicas que revestem o corpo do inseto; estas glândulas são responsáveis pela secreção de enzimas que quebram a cutícula durante o processo de muda. O vírus inibe a secreção de enzimas, de modo que as larvas não podem desprender de sua cutícula.
O vírus se multiplica no glândula hipofaríngica de abelhas operárias adultas sem as abelhas manifestarem quaisquer sintomas. Esta é uma doença sazonal; maior incidência ocorre geralmente na primavera e normalmente desaparece quando chega o verão; sua incidência é geralmente baixa e não costuma causar problemas graves, mas em alguns apiários afetados por Varroa têm ocorrido surtos virulentos significativos.
O contágio dentro do colmeia ocorre quando as abelhas que cuidam das crias(enfermeiras) removem as larvas afetadas. Parece que a falta de virulência deste vírus é devida à alteração no comportamento de abelhas enfermeira que foram afetadas. Estas trabalhadoras, quando atacadas por vírus, mudam o comportamento e param de alimentar a cria em desenvolvimento. Somente quando devido a um outra causa, a divisão do trabalho entre as abelhas operárias e as abelhas infectadas for alterada estas são forçados a alimentar as larvas em desenvolvimento então um surto virulento é ocorre.
Os principais sintomas desta doença são reprodutores observado:
- Atraso na entrada da colmeia
- Larvas mortas se assemelham a grãos de arroz cozidos que são removidas da colmeia
- O comportamento é mais defensivo (devido às poucas abelhas jovens sobreviventes)
- Abelhas inativas que se agarram umas aos outras nas colmeias

A introdução da doença é atribuída a vários fatores, mas pode ter agravado os apicultores epidemia de negligência.